# The Wrekin
The Wrekin is een berg van het type inselberg in het graafschap Shropshire in Engeland. Hij ligt zo'n 7 kilometer ten westen van Telford op de grens van de unitary authority's Shropshire en Telford and Wrekin. De berg heeft een hoogte van 407 meter boven de zeespiegel en stijgt met 298 meter uit boven de vlakte van Shropshire Plain, en vormt daarmee een bekend herkenningspunt. Hij markeert de toegang tot Shropshire wanneer men over de M54 westwaarts rijdt. De heuvel is te voet bereikbaar vanuit Wellington.
Op de top bevindt zich een walburcht uit de IJzertijd. Er staan een zendmast en een oriëntatietafel op The Wrekin. Aan het westelijke uiteinde van de top bevindt zich een rotsformatie.
Aan de heuvel zijn vele sagen en legenden verbonden. De uitdrukking all round the Wrekin betekent in Shropshire ‘een omweg maken’. The Wrekin wordt onder andere bezongen in de beroemde dichtbundel A Shropshire Lad van A.E. Housman.

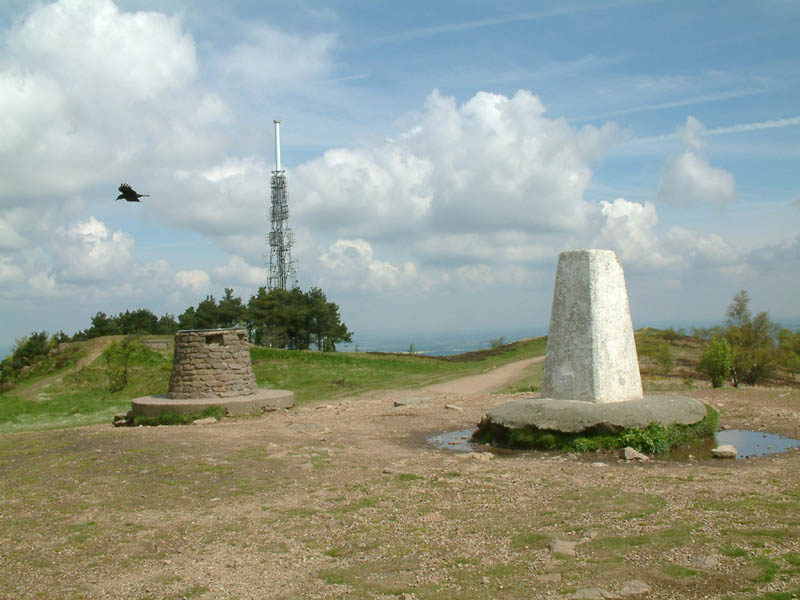
De top
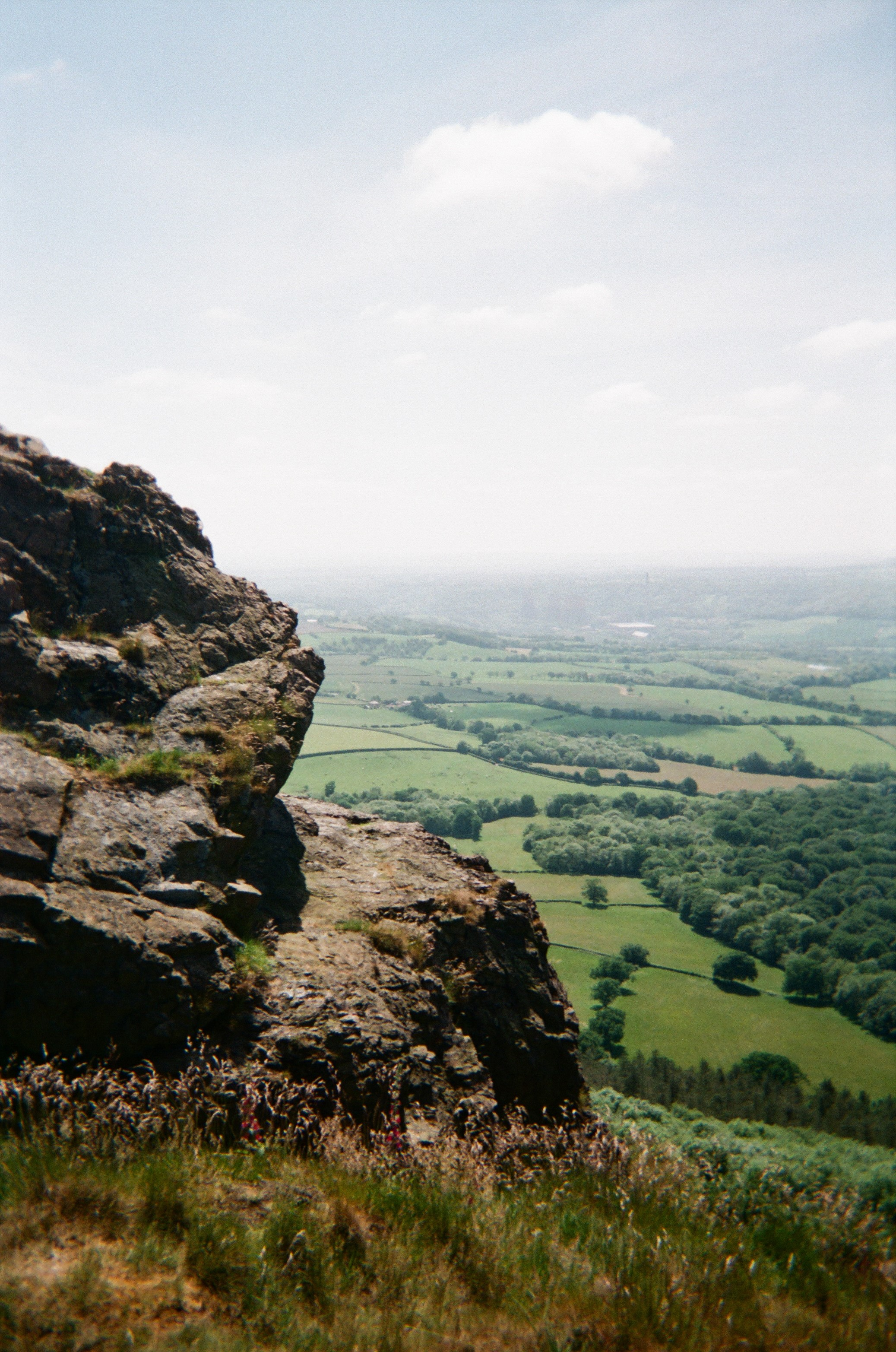
De rotsen boven de velden van Shropshire